# Okrúhlica (1076 m)
Okrúhlica (1076 m) – szczyt w Górach Kisuckich w północnej Słowacji.
Wznosi się w głównym grzbiecie tej grupy, pomiędzy szczytami: Javorinka (1210 m, na wschodzie) i Kýčerka (900 m, na zachodzie), niespełna 5 km na północny zachód od miejscowości Zázrivá. W północnym kierunku wysyła krótki (ok. 1,3 km) grzbiet zakończony szczytem Kykula (940 m). Grzbiet ten opływają od wschodu i zachodu dwa dopływy rzeki Bystrica. Ze stoków południowych spływa potok Ráztoky, jeden z dopływów potoku Zázrivka.
Okrúhlica to niewybitny szczyt, całkowicie porośnięty lasem. Prowadzi przez niego znakowany niebiesko szlak turystyczny. Omija szczyt nieco po południowej stronie.

## Szlaki turystyczne
odcinek: Sedlo Kubínska hoľa – Vasiľovská hoľa – Minčol (1139 m) – Bzinská hoľa – Príslopec – Paráčsky Minčol – Paráč – Sedlo pod Okrúhlicou – Okrúhlica (1165 m) – Javorinka – Okrúhlica (1076 m) – Kýčerka – Kováčka – Zázvorovci – Vojenné – Pod Vojenným – Káčerovci – Pod Mravečníkom – Mravečník – Terchová